# Mohamed Agrebi
Pour les articles homonymes, voir Agrebi.
Mohamed Agrebi, né en 1961 à Nabeul, est un haut fonctionnaire, universitaire et homme politique tunisien. Il est ministre de la Formation professionnelle et de l'Emploi entre 2010 et 2011.

## Biographie

### Études
Mohamed Agrebi est diplômé d'un doctorat de troisième cycle en gestion financière au sein de la faculté des sciences économiques et de gestion de Tunis (ar), au sein de l'université éponyme. Il est également titulaire d'un diplôme d'études supérieures à l'École nationale d'administration, ainsi que d'un diplôme en fiscalité et d'une maîtrise en gestion financière.

### Carrière professionnelle
Il est directeur des avantages fiscaux et financiers auprès du ministère des Finances puis directeur général du bureau de soutien aux PME auprès du ministère de l'Industrie, de l'Énergie et des PME. Il est ensuite, jusqu'en 2010, directeur général de la promotion des PME auprès de ce dernier ministère.
Il est également professeur d'université en fiscalité et gestion financière et membre du conseil supérieur de l'investissement extérieur et du conseil national de la fiscalité.

### Carrière politique
Mohamed Agrebi est ministre de la Formation professionnelle et de l'Emploi entre 2010 et 2011, dans le premier gouvernement Ghannouchi, jusqu'à la révolution de 2011.

## Vie privée
Mohamed Agrebi est marié et père de trois enfants.